# 希腊火
希臘火是東羅馬帝國所利用的一種可以在水上燃燒的液態燃燒劑，為早期熱兵器，主要應用於海戰中，「希臘火」或「羅馬火」只是阿拉伯人對這種恐怖武器的稱呼，東羅馬自己則稱之為「海洋之火」、「流動之火」、「液體火焰」、「人造之火」和「防備之火」等等。根據文獻記載，希臘火多次為東羅馬帝國的軍事勝利作出頗大的貢獻，一些學者和歷史學家認為它是東羅馬帝國能持續千年之久的原因之一，希臘火的配方已失傳，成份至今仍是一個謎團。

## 起源
希臘火是一種以石油為基本原料的物質，據稱它是在668年被一個叫加利尼科斯（Kallinikos, 或 Callinicos）的敘利亞工匠帶往君士坦丁堡的。
在西元8世紀，由陸路和海路攻擊的阿拉伯人被一種秘密武器——“希臘火”所打敗。這是一種由液態易燃物製造出來的化學武器「石油」，由一個虹吸管把它噴出。阿拉伯的海軍就是被“希臘火”所摧毀。
加利尼科斯信奉基督教，曾在敘利亞的赫里奧波利斯城（今黎巴嫩的巴勒貝克）從事建築業，在尋找和研究建築防水材料時，對化學特別是煉金術多有研究，並且進行了一些實驗。隨著阿拉伯人的崛起和擴張，敘利亞成為戰火紛飛之地，加利尼科斯便逃往君士坦丁堡，在途經小亞細亞地區時，他發現了當地出產的一種黑色粘稠油脂可在水上漂浮和燃燒（其實這種油脂就是石油）。加利尼科斯突發靈感，產生了以之為武器的念頭，並借助自己掌握的化學配製技術，進行了多次實驗，並獲得了成功。
678年，倭马亚王朝哈里發穆阿維葉一世對拜占廷帝國發動了陸地和海上的聯合進攻，在陸戰受阻後，便集中海上力量，攻佔了馬爾馬拉海東南沿海的基茲科斯，作為發動大規模海上進攻的基地。6月25日，阿拉伯艦隊向君士坦丁堡發動總攻。君士坦丁四世出動裝有希臘火的小船，對載有攻城器械和士兵的阿拉伯軍艦展開了火攻。阿拉伯艦隊總指揮法達拉斯命令艦隊撤離，但已有大約三分之二的船隻被焚毀。
為了躲避拜占庭海軍的反圍攻，穆阿維葉命令剩餘的阿拉伯船隻向南撤退。但拜占庭海軍乘勝進攻，在西萊夫基亞附近再次動用希臘火，使阿拉伯海軍幾乎全軍覆沒。拜占庭人欣喜若狂，於是把拯救了自己命運的神秘火焰稱為“防備之火”或“海洋之火”。
717年夏季，阿拉伯人兵分兩路，再度攻打拜占庭。一路十余萬的陸軍由哈里發奧馬爾二世的弟弟莫斯雷馬薩統率，跨過了赫立斯滂海峽（即達達尼爾海峽），從色雷斯方向嚴密封鎖了君士坦丁堡與歐洲的陸地聯繫。同時，阿比杜斯率領近兩千艘阿拉伯戰船團團圍住了君士坦丁堡的水上進出口，此外還有後備部隊不斷的從其他地區調撥過來。阿拉伯軍隊在嘗試了陸上進攻未果之後，便決定採取封鎖的戰術，把君士坦丁堡變為一座死城。9月1日，阿拉伯人的一支艦隊企圖封鎖金角灣，拜占廷皇帝利奧三世立即命令艦隊出戰，使用希臘火燒毀了二十艘阿拉伯戰艦，其餘的軍艦則均被俘獲。此後，因懼怕希臘火的攻擊，阿拉伯艦隊再也不敢突入金角灣，坐視拜占廷運糧船向君士坦丁堡運去補給。718年春天，利奧三世在得到了準確情報之後，伺機出兵，使用希臘火摧毀了阿拉伯艦隊。在這次圍城戰中，阿拉伯軍隊一共使用了2,560艘船隻，回到敘利亞和亞歷山大港的卻只剩下5艘。
這次戰爭結束後，在海戰中發揮了重大作用的「海上之火」被給予極大的關注，深受其苦的阿拉伯人稱之為「希臘火」（一說「希臘火」一詞是西歐十字軍的創造，而阿拉伯人則將之稱為「羅馬火」——النار الرومانية）。
希臘火可用投石机抛出，受到冲击就会爆炸起火。手榴弹最早发明于拜占庭帝國利奧三世時代，拜占庭士兵扔擲裝有希臘火、鐵蒺藜的陶瓷容器，以爆炸攻擊敵人 。

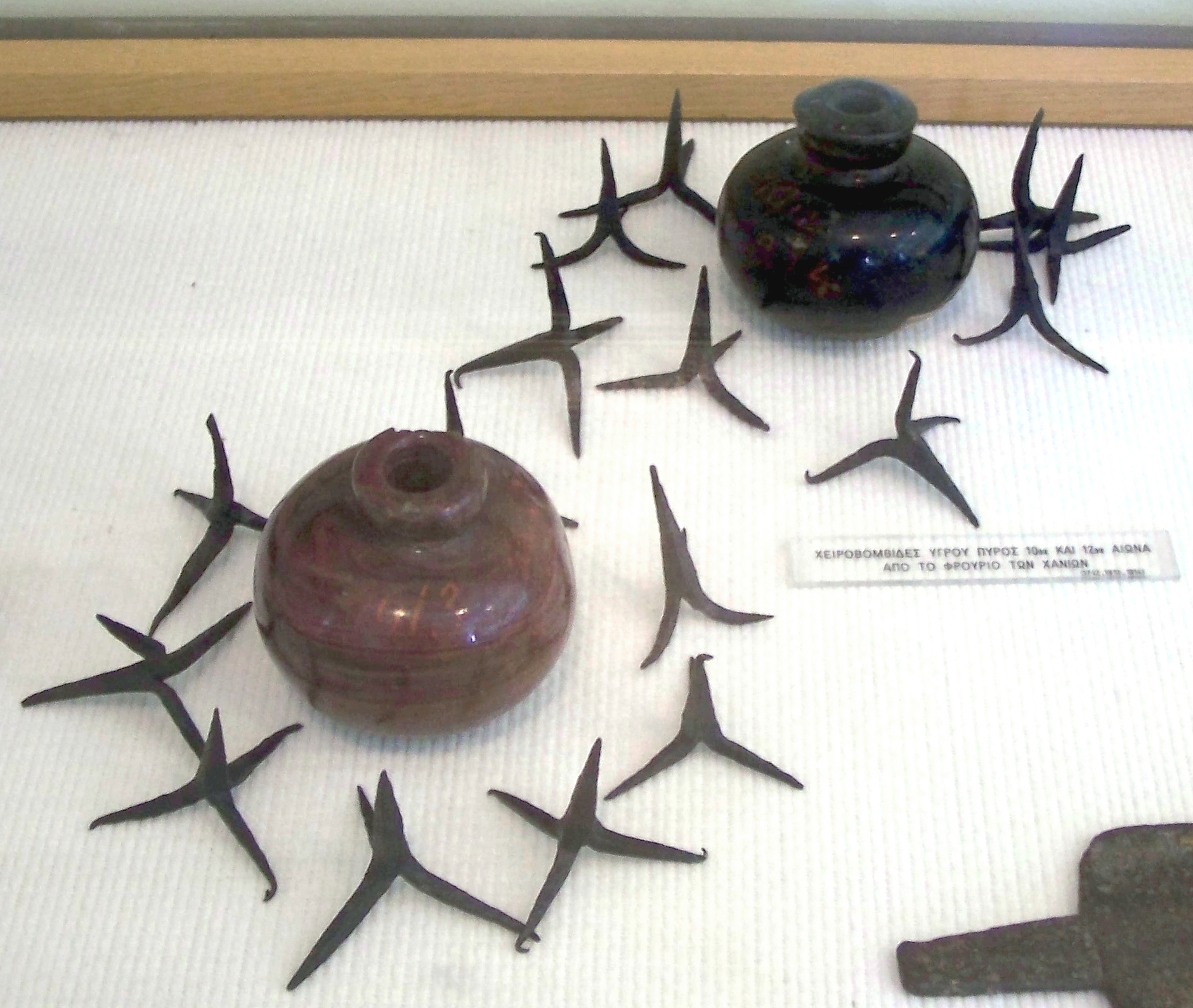
裝希臘之火與鐵蒺藜的手榴彈

## 製作方法
对于希腊火的配方和制作方法，后世知之甚少，原因在于拜占庭皇室的严格的保密措施。拜占庭研制和生产希腊火都在皇宫深处进行，身授御令又被牢固控制的加利尼科斯家族控制着整个运作系统。拜占庭皇帝君士坦丁七世曾谕其子說：「尔宜照料以上诸事，尤须关切管中喷出之海火。倘有人敢问此机密，如寻常有奏问于朕者，尔当严词拒之。」有关这种武器的所有事情都严格保密，甚至不允许用文字记载下来。所以后世可以征引的希腊文资料中的确少见有关记载，只有几位皇室成员留下了一鳞半爪的资料。利奥六世在其《战术学》中指出，这种「人造火」用虹吸管喷出，而此管由青铜制成，放在战船的前端，能将火射向上下左右各个方面。士兵则用小手筒从铁盾后面放出火。
稍后的拜占庭公主安娜·科穆宁娜在12世纪初撰写的一部史著中，记录了其父阿历克塞一世皇帝在与意大利比萨人作战所用战舰上装备希腊火的情况。她记载说：「皇帝知道比萨人擅长海战，因而对即将到来的战争甚感忧虑。故此，他命令匠人用铜抑或铁，铸造起狮子或其他陆上猛兽的头像，兽口要全部张开，然后把它们安装在所建造的每艘船的船头，让人一看到它们，就会心惊胆战。随即，他命人在兽口之中接上管子，以便正对敌人喷射火焰，给人以野兽吐火的印象」。值得注意的是，她指出兽头是放置于每根管子的弯曲部位，这同样说明它是虹吸管装置。
拜占庭人不仅对希腊火的配方极端保密，而且为了防止敌人窥探到相关的秘密，甚至很少在战争中应用之，宁可牺牲将士，非到紧急关头，不可示人以武器。因此有学者认为这种保密工作做的如此到家，以致于几个世纪后，連拜占庭人自己都不再得知希腊火准确的配方了。倒是拜占庭的敌人们，特别是深受其害的阿拉伯人，通过多种途径对之加以了解，最终掌握了希腊火的技术秘密（事实上，后世得以了解拜占庭人关于希腊火的相关记载，也要很大程度上归功于阿拉伯人的翻译工作）。不过，他们同样对这种武器的具体情况讳莫如深。参考这些记载，可以总结出希腊火的四大特点：它可以在水上燃烧，它是液体，它用类似于虹吸管的装置喷射，它很可能在喷射的时候发出巨大的轰鸣声，并伴以浓烟。其中最有价值的，当数「希腊人马克」在十四世纪所著《焚敌火攻书》（所谓的「希腊人马克」并非真正的希腊人，而是一个阿拉伯人或者居住在阿拉伯地区的人）。此书的第26节提供了一个配置希腊火的配方：「你可用此法制希腊火。取活性硫、酒石、sarcolla和沥青、煮过的食盐、石油以及普通的油，将他们共煮之，再浸沉之，提起并放在火上。如你愿意的话，可通过漏斗倾之，如前所述，而后点火。火将无法扑灭，除非用尿、醋或砂。」
根据这些资料，大致可知希腊火以可燃并且比重较小的轻质石油（俗称石脑油）为主体，在制作时混入一定比例的硫磺、沥青、松香、树脂等易燃物质，通过加热而溶为燃烧性能极佳的液体，可以在水面飘浮和燃烧，并且容易附着在敌船或者落水士兵的身上。但是上述配置方法都需要人点燃后才能使用。1939年，德国学者豪森施坦根据此类希腊火配方，进行了模拟实验，取得了成功，但在解释起火现象时遇到了疑难。因为生石灰遇水产生的热，不足以使希腊火燃料达到发火点，除非是直接点燃。因此还有学者认为，希腊火的确不需要点燃，而是触水即燃，这是因为希腊火的成分之中含有一定量的磷化钙，大概由石灰石、骨炭甚至尿液构成。磷化钙是红棕色或灰色结晶块状物，熔点约1600℃，遇水、潮湿空气、酸类能分解，放出剧毒而有自燃危险的磷化氢气体，在潮湿状态下能够自燃。
现代的化学家和历史学家對希腊火的成份作过以下的揣測：
- 石腦油、硝石、硫
- 原油、生石灰、硫
- 磷及硝石

而希臘火的成分則在一大釜中加熱，再由在船上虹吸管中噴出，它也可以盛載於陶器中，由人手抛出，像現代的手榴彈一般。而其原理是將希臘火不同的成份放在陶罐中，而當陶罐碎裂時，內裡的成分混在一起，就有如一般噴射式希臘火的效果。

## 使用方法
希臘火當遇水的時候火勢會更猛烈，可作海上兵器。把希臘火裝到包有黃銅的木管中，以它的膨脹力和水的壓力造成噴射裝置，把希臘火射到一定的距離。
在最早的時候，它只是向敵艦投擲用的武器，方法相傳是用羅馬輕型投石機，把一個裝有一塊發火布的燒瓶投擲，以焚燒敵船，而射程則約為300至450公尺。
隨著機械工程的進步的改良，在較晚期的時候，希臘火不是用以投擲，而是把它裝到包有黃銅的木管中，利用幫浦原理，以它的膨脹力和水的壓力造成噴射裝置，把燃燒中的希臘火射到一定的距離（像現代的火焰發射器一樣）。這種方法對木製的敵船所造成的傷害極大，而且它也能有效地對付在城外攻城的武器。在拜占庭的歷史中，有不少文獻記載了當時的海軍使用這種可怕的秘密武器，屢次成功驅逐入侵者的例子。
一般认为，希腊火的发射装置大概有油罐、手动气泵、导管、管口引火机等必不可少的组成部分。油罐安置在船的甲板之下，导管则由一个力大的士兵抱持着，可以根据情况调整高度和角度。手动气泵的作用非常关键，因为它是喷射希腊火的动力源。在喷射之前，首先对希腊火进行加热和增压，这样阀门打开之后，它便会汹涌而出，而喷射器管口的引火机关，则会随时引燃经过的液体，这样最终喷出的就是火焰了。
运载希腊火的战船也是专门设计的，体积小，运转灵活，但防卫却十分坚固，可能用厚重而且浸湿的兽皮包裹，特别是配备了精锐的弓箭手，阿拉伯人称之为「火船」。当靠近敌船时，在弓箭手们的掩护下，一个士兵启动气泵，把希腊火抽到导管之中，另一个士兵则启动管口的点火机关，力大的士兵手持导管，对准目标發射希腊火。在强大的气压下，加以顺风的鼓动，火焰一般会一下子喷出50码之远。
随着制作技术的提高，拜占庭人还把希腊火装入压力大、隔温性强的发射器中，在喷灑之前就点燃之，这样喷出的就是熊熊的火焰，更适合近距离作战和应急之用。另外，喷射管也可能不再需要人抱持，而是固定在船头，但固定处有滑轮，所以它可以调整方向。值得强调的是，不管是哪种情况，喷射器的管子都要远远的伸出己方船只，這樣做是为了防止自身受到回火的伤害，在火攻方面非常重要。
实际上，希腊火的使用是多种多样的，或先将其喷灑到海面上，然后用火箭点燃之；或装入油罐之中，从城头倒向攻城的敌人，然后再引燃之。从一些中世纪的绘图中可见，上述希腊火的喷射装置同样可能运用于陆战之中，特别是攻城战。更甚的是，烈火还会起到一种强大的震撼力，从而起到瓦解敌人战斗力的作用。
希臘火主要是用於海戰。在當時的傳說中，希臘火能在任何環境之下繼續燃燒，即使在水中也不例外。拜占庭的敵人形容它為「既濕，且稠，又黑」 的火，因為當希臘火黏在被擊中的物件後就會不停燃燒，而該火焰是不能撲滅的；這形成了拜占庭軍在海戰上壓倒性的優勢，令當時的敵艦聞風喪膽，避之則吉。而它最後一次的使用是在君士坦丁堡的圍攻戰中，在此之後，希臘火的配方便隨著拜占庭帝國的灭亡而失傳。

## 在戰爭中的應用

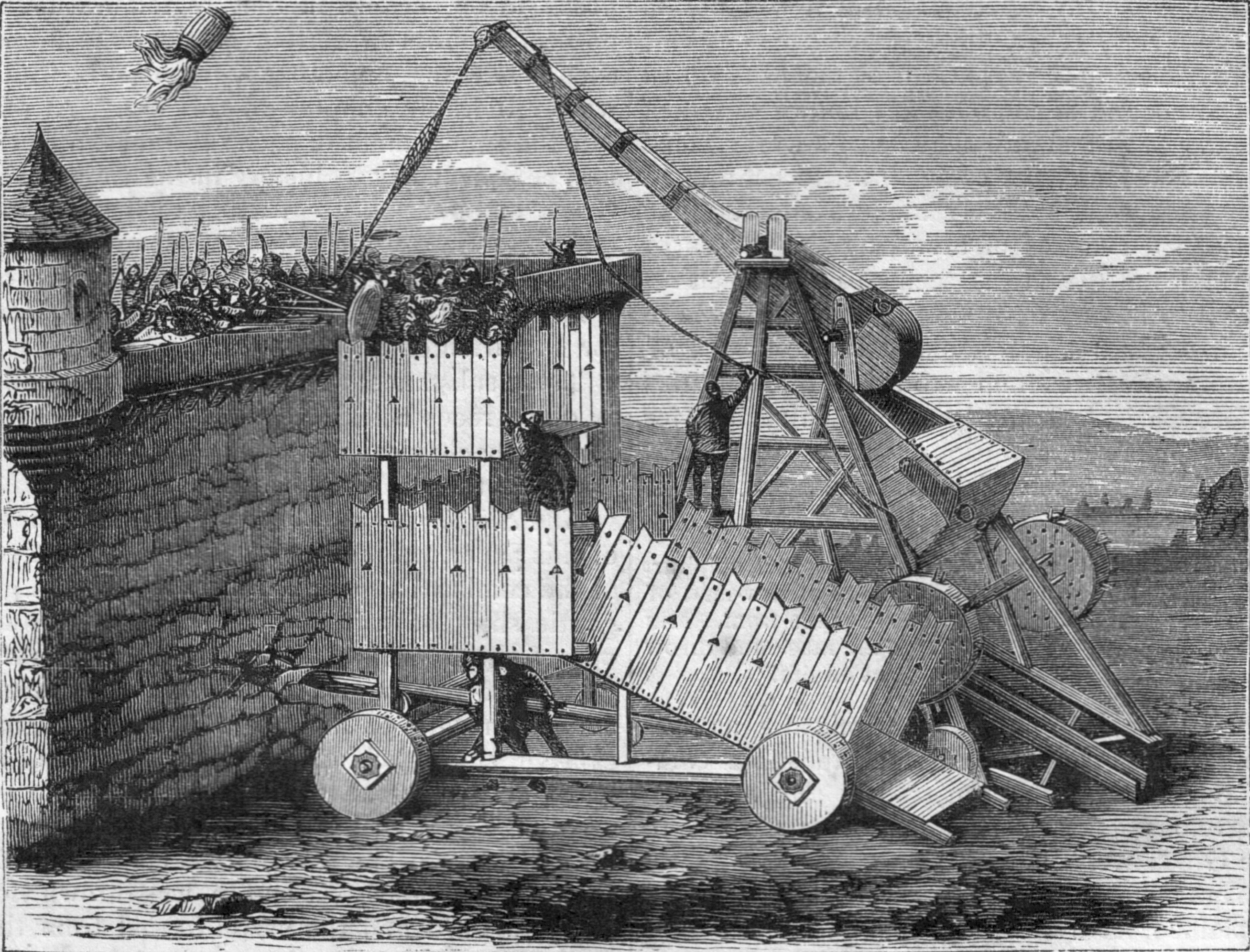
1869年哈潑斯雜誌畫家筆下的希臘火彈射器。

希臘火在不少拜占庭的軍事勝利上立下功勞，而它也是東羅馬帝國長期能屹立不倒的原因之一；它的貢獻在人口不足以有效地抵禦外侮的末期尤其明顯。希臘火的首次使用是在西元674年－677年於塞拉埃姆（在今土耳其）擊敗伊斯蘭入侵者的戰爭；在西元717年－718年，拜占庭人也用了同樣的武器擊退伊斯蘭入侵者。
儘管害怕洩密，但隨著帝國形勢的日益嚴峻，拜占庭人不得不一次次動用他們賴以自保的希臘火。821年、823年，米海爾二世在保加利亞人的幫助下，依靠希臘火鎮壓了斯拉夫人的進攻；1043年君士坦丁九世憑之打退了俄羅斯人的進攻；1081年－1082年，在伊利里亞的首都底耳哈琴（今天的阿爾巴尼亞城市都拉斯），拜占庭人受到了諾曼人羅貝爾·吉斯卡爾及其子的進攻，又是希臘火讓他們化險為夷。
當時拜占庭軍的船隻上裝設了高壓虹吸管，即使在不用希臘火的情況下也足以打敗敵人。另外，希臘火較難控制，而且偶爾也會發生拜占庭軍艦自焚的事件。無疑，希臘火在對付敵船的效用是毋庸至疑的，但是它在特定的場合才能發揮其最大功用—比如在大海中，它的效用遠比在窄海峽中為低。所以，希臘火大多是適合作防禦使用，而不是作為拜占庭解決一切海上戰爭的方法。在當時的海戰中，拜占庭仍需依賴傳統的海戰方法，而希臘火則只是拜占庭軍所使用的其中一種武器而已。

## 效果
希臘火在戰爭中的效果令人震撼。西元941年，基輔羅斯大公伊戈爾率領號稱戰船數千艘的羅斯艦隊橫渡黑海，奔襲拜占庭。拜占庭應戰的弱小艦隊中雖然只有15艘配備了希臘火，但結果卻是羅斯人大敗而歸。俄羅斯的《古史紀年》對這場戰役的描寫顯示了希臘火的駭人威力：「羅斯人隨即攻打希臘之軍。雙方戰鬥激烈，希臘人雖然險勝對手，但羅斯人卻返回船上，準備逃走。希臘人隨即上船，與他們交戰，並開始用管子向羅斯人的船隻投射火器。令人膽寒的奇特景象出現了：羅斯人看到大火燃燒，便紛紛跳入海中，準備泅水逃生；結果，沒跳的人反倒回到家中；在踏上本國土地之後，每個人都向自己的人民談起所發生的一切。他們說：「希臘人擁有『一種東西』，和天上的閃電很像，他們把它釋放出來，打算燒死我們。這就是我們沒能征服他們的原因所在。」
在13世紀的法國貴族让·德·琼维尔著寫的回憶錄中，有關第七次十字軍的事件中有所記載：
某一晚，當我們在夜間巡邏時，那群人（指拜占庭人）用一種從未用過的機器對付我們，而機器的部份更裝上了希臘火。在我身邊的騎士，Lord Walter of Cureil，對我說：「主公，我們身陷空前的災難，如果他們向我們的砲台及棲身之所放火的話，我們必成灰燼。如果我們背離這裏相信我們的守軍，這更是一種侮辱！！所以這是除上帝以外不能解救的災難，唯一的方法是—每當敵人用希臘火攻擊我們，所做的事只有屈膝下跪，祈求上天的拯救才能脫險啊！」
而那群人很快便向我們發動第一波攻勢，我們聽從指示，下跪祈禱。第一發穿過兩砲台，並在我們前面落下。 而我軍的消防隊便立刻上前救火。在另一廂的阿拉伯人，雖不可能被拜占庭軍直接瞄準，但因為拜占庭王把希臘火射上天上，火屑於是把下面的阿拉伯部隊燒的清光。
以下就是希臘火的樣子，它的前面像醋罐一樣寬，而尾部的徑則有如長矛一樣。它所發出的聲音響如雷鳴，像一條龍在空中飛過；它發出的光，即使在日間也看得十分清楚，因為這是由大量的火焰所組成的。

在那一晚，他們不斷向我們發射希臘火，而其中四次更是用弩發射的。
史載希臘火在西歐的第一次運用發生在1151年，當時法國安茹伯爵戈德弗魯瓦五世統治境內發生叛亂，傑弗雷率軍鎮壓，攻打蒙特利由-伯里城堡三年不成，最後動用了希臘火。傑弗雷將希臘火裝在鐵壇之內，加熱之後用投石器擲向敵人，對方旋即投降。最有名的一次則是在1356年百年戰爭期間，法王約翰二世在7月包圍了纳瓦拉（中世紀時期的位於西班牙東北部和法國西南部的王國）人控制的佈雷特依（Breteuil）。法王建造了龐大的攻城塔樓，塔樓有三層之高，每一層都有200個投擲手或弓箭手。而那瓦勒（納瓦拉）人則聯合英國人，向塔樓發射希臘火，遂使之毀於一旦。

## 希腊火與火藥的分別
在不少的創作中，人們常把希臘火與火藥混為一談，如在英國廣播公司的劇集《俠盜羅賓漢》中，黑火藥被稱為希臘火。但是希腊火虽然含有硫、炭、硝石和其他可燃物，但还是不能称为火药混合物。因为希腊火只能依靠空气中氧的助燃作用才能燃烧，只是速燃之物；而火药却可以在无氧的情况下燃烧，属于爆燃之物。这是希腊火与火药的根本区别。另外，在使用希腊火时，必须先点燃之，因此会发生能量耗散的问题。而火药却无需在施放时直接点着火药，而只要用烙锥烙透球壳与火药包，尔后借助抛石机或弓、弩向敌方抛射和施放。在运行过程中，作为燃烧源的火药并不燃烧，不但沒有能量耗散的问题，而且在射中目标之后火药才被引燃，产生的燃烧也远较希腊火猛烈得多。正因为此，恩格斯才说火药是「注定使整个作战方法改变的新因素」。

## 其他国家的火攻武器
亚述帝国留存的浮雕显示，早在公元前19世纪，火已经应用到守城战中，人们把火把、火藤等物抛向攻城的敌人。而随着时代的发展，火攻的材料、方法都在不断的提高。对于希腊火来说，这种提高的意义表现在相互联系的两个方面：第一，火攻技术的提高；第二，石油运用于火攻。
随着文明的发展，火攻技术也不断提高，特别是化学物质开始被人们靈活的运用于这一作战方式之中。古希腊历史学家修昔底德就在其巨著《伯罗奔尼撒战争史》记载了两则例子。第一則發生在战争开始后的第三年（公元前429年），斯巴达在攻打普拉提亚时，把一捆捆的木柴堆积在该城的外围。然后他们加上了硫磺和松脂，把柴堆点燃，並大量的扔在其城的内部。「于是，产生了人们从未见过的大火，比人类所造成的任何火势都要大些。」另一則例子發生在战争第八年（公元前424年）、火攻技术得到进一步发展的時候。当时波奥提亚人进攻雅典人镇守的狄里昂城，最终凭借一种机械攻占了这个要塞。这种机械的构造是这样的：「他们把一根很大的树梁从中间锯作两部分，分别把他们从中间凿通，然后再把它们紧密的合拢来，像一根管子一样。树梁的前端，用铁索系着一口大锅，从树梁中间的空洞处伸出一根铁管，完全着插入锅中。树梁的表面上大都被铁皮包裹。他们把这个机械从相当的距离外，用马车运往主要由葡萄藤及其他木材所建成的那段城墙下。当机械靠近城墙的时候，他们把巨大的风箱插入树梁的后端，鼓风入内。铁管里的风直吹入锅内，锅内是装满了已经引燃的木炭、硫磺和松脂的。于是产生了巨大的火焰，使城墙燃烧起来，守城者无人能坚守岗位了。他们弃城而逃，因此要塞就这样被攻占了。」
此后，把硫磺等材料运用于火战的情况日益增多，比如公元前414年的西里卡斯战役、公元前304年的罗得岛战役等等。一般来说，较为成熟的用法，是把可燃混合物放入「水壶」或「火罐」之中，再通过机械弹射力投向敌人，以期引起燃烧。这种混合物，据希腊军事家泰克蒂卡斯公元前305年的说法，主要由硫磺、松炭、沥青等传火物于亚麻屑混合而成，成为「海上之火」或「野火」。
虽然上述火攻方式中并无石油运用的记载，但实际上，石油已经早已为人所初步认识和应用。有关石油的最早记载可以追溯到公元前3000年的两河流域——幼发拉底河的希特，离巴比伦和当今的巴格达不远的地方，据称从地里渗出某种黑色粘性物质。当时这种物质被称为沥青。修建耶律哥和巴比伦的城墙时，沥青曾用作砌砖的沙浆，另外还用于筑路、照明、做药还有战争。在大约成书于公元前9世纪末到8世纪初的《荷马史诗》中，火已经频繁而有效的运用于特洛伊战争之中。其中第21卷火神赫淮斯托斯发出的烈火经久不灭，甚至「清澈的河水」都无能为力，后人推测，很可能特洛伊人已经有意无意的运用了石油。
不过，作为液体的石油与上述「野火」的交融，还需要火攻技术的进一步的提高，其中蒸馏技术和导引技术尤为重要。这些技术在希腊化时代得到了突飞猛进的进步，例如阿基米德就成为力学、流体力学的奠基人和古希腊第一个将数学和力学、机械学研究紧密结合在一起的学者。但对于希腊火而言，影响最大的还是神秘的炼金术的发展。
希腊炼金术最早出现在1世纪，但埃及的炼金术最为发达，为了满足富人奢侈的生活需要，一些工匠用炼金术把贱金属制作成了各种精美的手工艺品。这种技术随着人类交往的扩大而流传，并且和当时的思想领域联系逐渐紧密。炼金士们首先把锡、铅、铜、铁熔合成一种黑色合金，然后加入水银、砷或锑，铜成了与白银相似的白色，最后加入少量的黄金，让它起到和酵母一样的作用，再用硫磺水或触媒剂处理这种白色合金，这样白色合金就变成了黄色。在「炼金」的过程中，加热、蒸馏和导引技术都得到了极大的发展，这便於石油和其他易燃物质的融合，並进而用于火攻创造了条件。
到了公元3世纪，石油（或石脑油）已经被添加到「野火」的配方之中。雖然应用技术尚不成熟，却为后世军事技术专家的创造打下了基础，特别是在作为希腊化受益最大地区之一的叙利亚，科学技术获得了尤其巨大的发展。罗马人在城市建设中显著的发展了管道技术，这就为希腊火装置的设计奠定了基础。正是在两者的基础上，加利尼科斯作出了富有创建性的发明。希腊火也因而成为火药引入之前西方世界最为恐怖的化学武器。
在古代中國亦有相關的火攻武器，參見：猛火油。

### 引用
1. ↑  格奧爾基·奧斯特洛格爾斯基：《拜占廷帝國》
2. ↑  Bradbury (2004), p. 302
3. ↑  Robert James Forbes: "Studies in Ancient Technology," Leiden 1993, ISBN 978-90-04-00621-8, p.107